# 1956-os magyar férfi kézilabda-bajnokság (első osztály)
Az 1956-os magyar férfi kézilabda-bajnokság a hatodik kézilabda-bajnokság volt, melyet kispályán rendeztek. A csapatok területi (budapesti és megyei) bajnokságokban játszottak, a győztesek (Budapestről és egyes megyékből több helyezett is) az országos középdöntőben, majd az országos döntőben küzdöttek tovább a végső helyezésekért. Budapesten tizenkét csapat indult el, a csapatok két kört játszottak. Az országos fordulókban már csak egy kör volt.
A bajnokság befejezése (október 21.) után óvás volt, melyet nem lehetett már tárgyalni, ezért utólag érvénytelenítették a bajnokságot.

## Országos döntő
| #  | Csapat             | M | Gy | D | V | G+ | G- | P |
| -- | ------------------ | - | -- | - | - | -- | -- | - |
| 1. | Bp. Vörös Meteor   | 3 | 3  | 0 | 0 | 36 | 19 | 6 |
| 2. | Bp. Kinizsi        | 3 | 2  | 0 | 1 | 45 | 22 | 4 |
| 3. | Építők Metró       | 3 | 1  | 0 | 2 | 29 | 33 | 2 |
| 4. | Debreceni Törekvés | 3 | 0  | 0 | 3 | 19 | 55 | 0 |

* M: Mérkőzés Gy: Győzelem D: Döntetlen V: Vereség G+: Dobott gól G-: Kapott gól P: Pont

## Országos középdöntő
- Szeged: 1. Építők Metró 6, 2. Szegedi Haladás 4, 3. Békéscsabai Törekvés 2, 4. Bajai Vörös Lobogó 0 pont
- Győr: 1. Bp. Vörös Meteor 4, 2. VL Győri Fonó 2, 3. Tatai Törekvés 0 pont
- Sztálinváros: 1. Bp. Kinizsi 6, 2. Székesfehérvár-Sóstói Honvéd 4, 3. Pécsi Dózsa 2, 4. Dunakeszi Vasas 0 pont
- Miskolc: 1. Debreceni Törekvés 6, 2. Perecesi Bányász 3, 3. Egri Haladás 2, 4. Nyíregyházi Traktor 1 pont

## Budapesti csoport
| #   | Csapat                | M  | Gy | D | V  | G+  | G-  | P  | Megjegyzés     |
| --- | --------------------- | -- | -- | - | -- | --- | --- | -- | -------------- |
| 1.  | Bp. Kinizsi           | 22 | 20 | 0 | 2  | 246 | 159 | 40 |                |
| 2.  | Bp. Vörös Meteor      | 22 | 17 | 2 | 3  | 293 | 163 | 36 |                |
| 3.  | Építők Metró          | 22 | 17 | 2 | 3  | 251 | 165 | 36 |                |
| 4.  | Bp. Dózsa             | 22 | 16 | 1 | 5  | 335 | 236 | 33 |                |
| 5.  | Vasas Elektromos      | 22 | 12 | 3 | 7  | 257 | 217 | 27 |                |
| 6.  | Vasas Generátor       | 22 | 9  | 2 | 11 | 194 | 228 | 20 |                |
| 7.  | Vasas Kábelgyár       | 22 | 9  | 1 | 12 | 258 | 250 | 19 |                |
| 8.  | Lenin Intézet Haladás | 22 | 8  | 3 | 11 | 209 | 223 | 19 |                |
| 9.  | VII. ker. Bástya      | 22 | 6  | 1 | 15 | 208 | 267 | 13 |                |
| 10. | Kinizsi Illatszer     | 22 | 6  | 1 | 15 | 168 | 227 | 13 |                |
| 11. | VL Kistext            | 22 | 2  | 0 | 20 | 209 | 331 | 4  |                |
| 12. | VL Pamuttextil        | 22 | 2  | 0 | 20 | 157 | 319 | 3  | 1 pont levonva |

* M: Mérkőzés Gy: Győzelem D: Döntetlen V: Vereség G+: Dobott gól G-: Kapott gól P: Pont